# Blake Griffin
Blake Austin Griffin (Oklahoma City, 16 de març de 1989) és un jugador de bàsquet nord-americà que juga als Brooklyn Nets de l'NBA. Amb els seus 2,08 m d'alçada, la seva posició natural és la d'aler pivot. Té un germà que també és professional del bàsquet: Taylor Griffin. Ambdós jugadors són biracials, ja que el seu pare és afroamericà i la seva mare és blanca.

## Infància
Blake i Taylor Griffin foren educats a casa pels seus pares fins que en Taylor assolí el desè curs i Blake, el vuitè. Durant aquesta època, Blake Griffin entaulà una bona amistat amb Sam Bradford.

## Institut
El 2003 Blake Griffin comença la seva etapa de high school a Oklahoma Cristian School, on tingué el seu germà com a company els dos primers anys i el seu pare (Tommy Griffin) com a entrenador durant els quatre anys de high school. Amb aquesta combinació familiar van guanyar dos cops la Classe 3A durant les temporades 2003/04 i 2004/05.
Taylor Griffin va deixar el high school, deixant en Blake com a líder absolut de l'equip. Oklahoma Cristian School va ser ascendit a la Classe 2A, però el binomi Tommy-Blake va dur dos campionats més a les vitrines del high school.
Quan va acabar la seva etapa al high school, Griffin va tenir moltes ofertes d'universitats importants de la Divisió I de l'NCAA (Duke, Kansas, North Carolina) però el seu germà el va convèncer perquè es quedés a la Universitat d'Oklahoma

## Universitat
Va jugar dues temporades amb els Oklahoma Sooners, amb els quals va fer de mitjana 18,8 punts i 11,8 rebots per partit Al seu primer any a l'equip fou inclòs al millor equip ideal, tant l'absolut com el de rookies, de la conferència Big 12, després de fer 14,7 punts i 9,1 rebots per partit.
Al seu segon any va rebre els premis al millor jugador segons Associated Press, John Wooden, Premi Naismith i Sporting News, escombrant als seus rivals amb unanimitat o majoria absoluta.
Com el seu amic Sam Bradford va aconseguir aquest mateix any el trofeu Heinsman, els Oklahoma Sooners van aconseguir ser la segona universitat a tenir el millor jugador de futbol americà i de bàsquet alhora (únicament ho havia aconseguit UCLA el 1968, amb Gary Beban com a jugador de futbol americà i Lew Alcindor com a jugador de bàsquet)

## Professional

### 2009/10
Fou seleccionat per Los Angeles Clippers en el lloc 1 del draft de l'NBA del 2009. Al 9 de juliol es va fer oficial la seva contractació per la franquícia que l'havia draftejat.
A l'octubre de 2009 (mentre jugava un partit de pretemporada) va patir una greu lesió de genoll que va obligar a passar-se tota la temporada 2009/10 sense jugar.

#### 2010/11
El seu debut es va ajornar fins al 27 d'octubre del 2010, on va aconseguir 20 punts i 14 rebots davant els Portland Trail Blazers. El 20 de novembre supera el rècord d'anotació per a un rookie de Los Angeles Clippers, amb 44 punts davant els New York Knicks.
Durant la seva primera temporada, és escollit Rookie del Mes de l'NBA de la Conferència Oest tots els mesos de la temporada 2010/11. També fou escollit per participar en el Concurs d'Esmaixades de l'NBA 2011 (on derrotà a JaVale McGee a la final). La fita més important del seu any rookie fou ser escollit pels entrenadors com a reserva a l'All-Star de l'NBA 2011 (feia 8 anys que un rookie no participava en l'All-Star d'ençà que ho va aconseguir Yao Ming i 13 anys d'ençà que Tim Duncan fos escollit pels entrenadors com a reserva d'aquest paritt).

#### 2011/12
Durant aquesta temporada Blake Griffin és escollit pels afeccionats com a titular a l'All-Star, junt amb el seu company Chris Paul. Degut a la seva condició de sophomore, també participa en el Rising Stars Challenge, essent l'elecció #1 per al Team Shaq.
Els Clippers aconsegueixen entrar als Play-Offs i eliminar els Memphis Grizzlies en 7 partits (on Blake Griffin va tenir un paper important), però són esborrats a la segona ronda pels San Antonio Spurs en sols 4 partits.
En Blake Griffin fou convocat per l'equip nord-americà a les Olimpiades de Londres 2012, però és baixa per lesió

#### 2012/13
Abans de començar aquesta temporada, en Blake firmà un contracte per 95 milions de dòlars repartits en 5 anys.
Els Clippers tornen a classificar-se pels Play-Offs, però els Memphis Grizzlies es revengen de l'eliminació de l'any anterior eliminant-los en 6 partits.
2013/14
Va ser seleccionat tres vegades com a jugador de la setmana i una vegada com a jugador del mes de la Conferència Oest. Els Clippers van arribar als Play-Offs amb una bona posició (tercers a la classificació de l'Oest) on van eliminar a primera ronda als Warriors en set partits. En arribar a les semifinals de la Conferència Oest, Griffin i els Clippers van ser eliminats pels Oklahoma City Thunder en sis partits.
2014/15
El día 8 de Desembre Blake va fer 45 punts en 14 tirs de camp convertits de 24 intentats inclòs un tir triple que va donar als Clippers la victòria sobre els Suns. Per aquell moment era la puntuació més alta registrada a la temporada.
El dia 8 de febrer de 2015 va ser descartat de la rotació de l'equip a causa d'una infecció al colze dret. Va tornar a jugar aproximadament un mes després, el dia 15 de març on va encistellar 11 punts i va agafar 11 rebots contra els Houston Rockets. Griffin va acabar la temporada amb mitjanes per partit de 21.9 punts, un mínim de carrera de 7.6 rebots però un màxim de carrera de 5.3 assistències durant els 67 partits en els quals va sortir com a titular.
Griffin va tenir un paper molt important en els Play-Offs, ajudant a superar la primera ronda contra els Spurs, aconseguint 2 triples dobles (entre els quals el seu primer en uns Play-offs). El primer el va aconseguir durant el segon partit de la primera ronda, el dia 22 d'abril, amb 29 punts, 12 rebots i 11 assistències. 4 dies després, durant el quart partit, va establir el seu rècord personal de rebots en un partit de Play-offs agafant 19 rebots conjuntament amb 20 punts. El dia 2 de maig, al setè partit de la primera ronda va aconseguir el seu segon triple doble en uns Play-offs amb 24 punts, 13 rebots i 10 assistències.
Durant les Semifinals de l'Oest els Clippers van ser eliminats en set partits contra els Rockets. Griffin va aconseguir el seu tercer triple doble en uns Play-offs al primer partit de les Semifinals el dia 4 de maig, on va aconseguir 26 punts, 14 rebots i 13 assistències.

## Estadístiques

### Estadístiques universitat
| Universitat | Any     | PJ | PT | MIN  | PPP  | RPP  | APG | RCPP | TPP  | TC%  | TL%  | 3P%  |
| ----------- | ------- | -- | -- | ---- | ---- | ---- | --- | ---- | ---- | ---- | ---- | ---- |
| Oklahoma    | 2007–08 | 33 | 33 | 28.4 | 14.7 | 9.1  | 1.8 | 1.0  | .85  | .568 | .589 | .0   |
| Oklahoma    | 2008–09 | 35 | 35 | 33.3 | 22.7 | 14.4 | 2.3 | 1.1  | 1.2  | .646 | .590 | .375 |
| Carrera     |         | 68 | 68 | 31.4 | 18.8 | 11.8 | 2.1 | 1.0  | 1.05 | .618 | .589 | .300 |

#### Estadístiques professional

##### Temporada regular
| Any      | Equip         | PJ  | PT  | MPP  | %TC  | %3P  | %TL  | RPP  | APP | RCPP | TPP | PPP  |
| -------- | ------------- | --- | --- | ---- | ---- | ---- | ---- | ---- | --- | ---- | --- | ---- |
| 2010–11  | L.A. Clippers | 82  | 82  | 38.0 | .506 | .292 | .642 | 12.1 | 3.8 | .8   | .5  | 22.5 |
| 2011–12  | L.A. Clippers | 66  | 66  | 36.3 | .549 | .125 | .521 | 10.9 | 3.2 | .8   | .7  | 20.7 |
| 2012–13  | L.A. Clippers | 80  | 80  | 32.5 | .538 | .179 | .660 | 8.3  | 3.7 | 1.2  | .6  | 18.0 |
| 2013-14  | L.A. Clippers | 80  | 80  | 36.1 | .528 | .273 | .715 | 9.5  | 3.9 | 1.2  | .6  | 24.1 |
| 2014-15  | L.A. Clippers | 67  | 67  | 35.2 | .502 | .400 | .728 | 7.6  | 5.3 | .9   | .5  | 21.9 |
| Total    | Total         | 375 | 375 | 35.4 | .523 | .263 | .656 | 9.7  | 4.0 | 1.0  | .6  | 21.5 |
| All-Star | All-Star      | 4   | 3   | 26.3 | .788 | .250 | .500 | 5.5  | 3.0 | 1.5  | 0.3 | 21.8 |

##### Play-Offs
| Any     | Equip         | PJ | PT | MPP  | %TC  | %3P  | %TL  | RPP  | APP | RCPP | TPP | PPP  |
| ------- | ------------- | -- | -- | ---- | ---- | ---- | ---- | ---- | --- | ---- | --- | ---- |
| 2011–12 | L.A. Clippers | 11 | 11 | 35.7 | .500 | .000 | .636 | 6.9  | 2.5 | 1.8  | .9  | 19.1 |
| 2012–13 | L.A. Clippers | 6  | 5  | 26.3 | .453 | .000 | .808 | 5.5  | 2.5 | 0.0  | .8  | 13.2 |
| 2013-14 | L.A. Clippers | 13 | 13 | 36.8 | .498 | .143 | .740 | 7.4  | 3.8 | 1.2  | 1.1 | 23.5 |
| 2014-15 | L.A. Clippers | 14 | 14 | 39.8 | .511 | .143 | .710 | 12.7 | 6.1 | 1.1  | 1.0 | 25.5 |
| Total   | Total         | 44 | 43 | 36.0 | .503 | .133 | .714 | 8.7  | 4.0 | 1.1  | 1.0 | 21.6 |